# Mali Brebrovnik
Mali Brebrovnik je naselje v Občini Ormož.